# Paty do Alferes (ort)
Paty do Alferes är en ort i Brasilien.   Den ligger i kommunen Paty do Alferes och delstaten Rio de Janeiro, i den sydöstra delen av landet, 900 km sydost om huvudstaden Brasília. Paty do Alferes ligger 599 meter över havet och antalet invånare är 20 659.
Terrängen runt Paty do Alferes är huvudsakligen kuperad, men norrut är den platt. Närmaste större samhälle är Miguel Pereira, 5,9 km sydväst om Paty do Alferes.
Omgivningarna runt Paty do Alferes är huvudsakligen savann. Runt Paty do Alferes är det ganska tätbefolkat, med 80 invånare per kvadratkilometer.